# 1699 w literaturze
Wydarzenia literackie w 1699 roku.

## Poezje

### Język polski
- Krzysztof Niemirycz – Bajki Ezopowe wierszem wolnym

### Inne języki
- Brás Garcia de Mascarenhas – Viriato Trágico

## Zmarli
- 21 kwietnia - Jean Baptiste Racine, francuski dramaturg (ur. 1639)